# Богданович, Анатолий Владимирович
Анато́лий Влади́мирович Богдано́вич (23 февраля 1942, Столяры, Могилёвская область — 26 января 2022) — советский, белорусский экономист; один из ведущих учёных Беларуси в области региональной экономики, прогнозирования социально-экономического развития страны и регионов, исследования проблем устойчивого развития, кандидат экономических наук.
Автор более 200 научных работ, в том числе 16 книг. Один из авторов учебника «Национальная экономика Беларуси» (под ред. В. Н. Шимова).
С 1981 г. работает в НИЭИ Минэкономики РБ, где прошёл путь от заведующего сектором до первого заместителя директора. В должности первого заместителя директора курировал научные исследования института в сферах региональной экономики и экономики реального сектора. С 2011 г. работает заведующим отделом методологии управления региональным развитием НИЭИ Минэкономики РБ.Уволился из НИЭИ в декабре 2020 года.Торжественные проводы состоялись на ученом совете института 30 декабря 2020 года. Награждён почётными грамотами Совета министров Республики Беларусь (2000, 2006), медалью «За трудовые заслуги» (2010).

## Биография
Родился 23 февраля 1942 года в деревне Столяры Осиповичского района. В 1964 году окончил с отличием географический факультет БГУ, в 1970 — аспирантуру Совета по изучению производительных сил при Госплане СССР (Москва).
В 1964—1981 годы работал в Вычислительном центре, Научно-исследовательском институте экономики и экономико-математических методов планирования при Госплане Белорусской ССР. В 1972—1973 годы — старший научный сотрудник в Минском филиале Центрального научно-исследовательского и проектного института по градостроительству Госгражданстроя СССР. С 1981 года заведовал сектором, отделом, отделением экономики и прогнозирования развития регионов, с 1995 — заместитель, с 1998 по 2011 — первый заместитель директора по научной работе Научно-исследовательского экономического института Министерства экономики Республики Беларусь. С 2011 года заведует отделом методологии управления региональным развитием. Дата смерти 26 января 2022 года, ушёл после тяжёлой продолжительной болезни.

## Научная деятельность
Защитил кандидатскую диссертацию на тему «Экономические проблемы развития малых и средних городов Белорусской ССР».
А. В. Богданович — участник разработки Схем развития и размещения производительных сил Республики Беларусь (1965—1989 гг.). При его непосредственном участии разработаны Методические рекомендации по составлению комплексных планов экономического и социального развития областей, административных районов и городов Белоруской ССР, а также проекты: Программы перехода Белорусской ССР к рыночной экономике, Программы структурной перестройки экономики Республики Беларусь, Основных направлений социально экономического развития Республики Беларусь на 1996—2000 годы, Национальной стратегии устойчивого развития Республики Беларусь, Государственной программы импортозамещения, Концепции и Программы развития промышленного комплекса Республики Беларусь на 1998—2015 годы, Концепции государственной региональной экономической политики Республики Беларусь, Программы социально-экономического развития Республики Беларусь на 2001—2005 годы, Программы структурной перестройки и повышения конкурентоспособности экономики Республики Беларусь, Национальной стратегии устойчивого социально-экономического развития Республики Беларусь на период до 2020 года, Программы социально-экономического развития Республики Беларусь на 2006—2010 годы, Государственной комплексной программы развития регионов, малых и средних городских поселений на 2007—2010 гг. В настоящее время он является научным руководителем и ответственным разработчиком «Стратегии регионального развития Республики Беларусь до 2025 г.».
А. В. Богданович выполнял научное редактирование и был ответственным исполнителем раздела «Промышленность» Национального атласа Беларуси. Под его руководством подготовлен Национальный отчет о прогрессе в области устойчивого развития Республики Беларусь. Он является одним из авторов Национальных отчетов о человеческом развитии за 1997, 1998, 1999, 2000, 2003, 2004—2005 гг.
Член совета по защите кандидатских диссертаций при НИЭИ Министерства экономики Республики Беларусь, редакционных коллегий Белорусского экономического журнала и Экономического бюллетеня НИЭИ.
Автор более 200 научных работ, в числе которых монография «Города Беларуси. Краткий экономический очерк», 16 книг, 4 брошюры, методики по разработке стратегий, прогнозов и программ социально-экономического развития; один из авторов учебника «Национальная экономика Беларуси». Под его научным руководством двое аспирантов защитили диссертации на соискание степени кандидата экономических наук.

## Избранные труды
- Богданович А. В., Сидоров П. А. Проблемы развития небольших городов Белорусской ССР // Вест. Моск. ун-та. Сер. 5. География. — 1966. — № 3. — С. 83-85.
- Богданович А. В. Основные направления формирования и рационального использования трудовых ресурсов малых и средних городов Белоруссии // Проблемы народонаселения и трудовые ресурсы. Вып. 3. Сб. науч. трудов / НИИЭМП при Госплане БССР. — Минск, 1972. — С. 279—294.
- Богданович А. В. Формирование единой системы расселения в Белорусской ССР // Проблемы народонаселения и трудовых ресурсов, Вып. VII. Сб. науч. трудов / НИИЭМП при Госплане БССР. — Минск, 1976. — С. 94-100.
- Александрович Я. М., Богданович А. В. Определение региональных (окружных) центров и основных параметров их развития (на примере Белорусской ССР) // Географические основы формирования систем расселения: Сб. науч. трудов / Географическое о-во СССР. — Л., 1981. — С. 57-64.
- Богданович А. В. Планирование экономического и социального развития в условиях регионального самоуправления // Совершенствование планирования в новых условиях хозяйствования: Сб. науч. трудов / НИЭИ Госплана БССР. — Минск, 1990. — С. 5-12.
- Богданович А. В. Региональные аспекты социально-экономического развития в Республике Беларусь // Социально-экономические проблемы развития регионов Беларуси: Сб. науч. трудов / НИЭИ Минэкономики РБ. — Минск, 1997. — С. 3-14.
- Богданович А. В. Разработка и реализация совместных программ Республики Беларусь и Российской Федерации // Социально-экономические проблемы развития союзного государства: Сб. науч. трудов / НИЭИ Минэкономики РБ. — Минск, 2001. — С. 19-27.
- Богданович А. В. Урбанизация с человеческим лицом. Проблемы и перспективы развития белорусских городов // Беларуская думка. — 2011. — № 11. — С.38-43.

## Награды
- Почётные грамоты Совета Министров Республики Беларусь (2000, 2006),
- медаль «За трудовые заслуги» (2010).